# Asticella

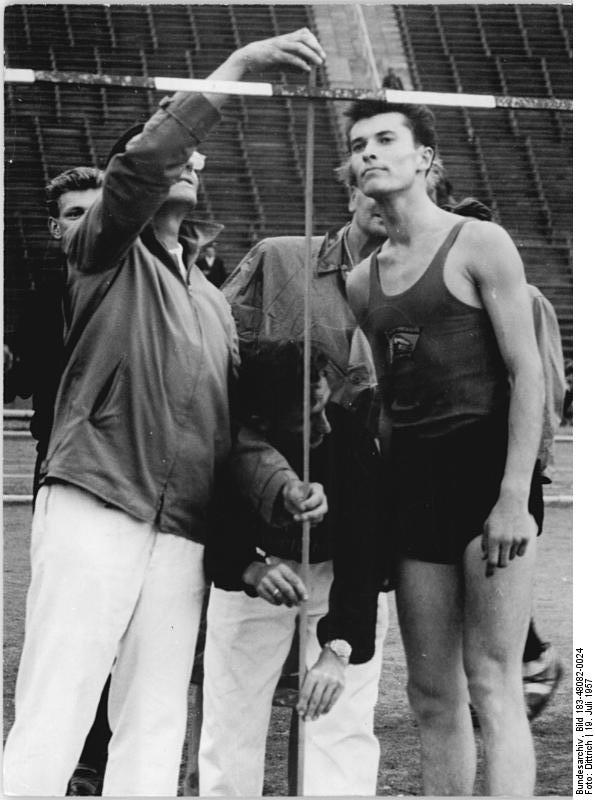
Un giudice misura l'altezza dell'asticella

L'asticella è quella barra orizzontale che si pone sui ritti nel corso di una competizione di salto in alto.

## Descrizione ed utilizzo
L'asticella deve essere in fibra vetrosa, metallo, o altro materiale adatto, nonché avere una sezione circolare con diametro di 30 mm (salvo alle estremità, dove è quadrata per facilitarne l'appoggio sui sostegni dei ritti). Deve essere lunga tra i 3,98 m e i 4,02 m, e può pesare, al massimo, 2 kg. 
La sua funzione è ovviamente quella di stabilire se il saltatore in alto ha superato la quota stabilita; un contatto di una parte del corpo, se poco più che lieve, ne provoca infatti la caduta.